# Made in America (The Blues Brothers)
Made in America è il terzo album dei The Blues Brothers, il secondo dal vivo. Venne pubblicato nel dicembre del 1980 sull'onda del successo del film The Blues Brothers.
Commercialmente e criticamente non resse il confronto con i due dischi precedenti: Briefcase Full of Blues del 1978 e The Blues Brothers: Original Soundtrack Recording, pubblicato anch'esso nel 1980. Made in America raggiunse al massimo la posizione 49 della classifica di Billboard e il singolo Who's Makin' Love riuscì a malapena ad entrare nella Top 40, toccando la trentanovesima piazza. Fu l'ultimo album con "Joliet" Jake Blues (John Belushi) come voce principale. Belushi morì infatti due anni dopo per overdose.

## Tracce
1. Soul Finger / Funky Broadway – 2:05
2. Who's Making Love? –  3:33
3. Do You Love Me / Mother Popcorn (You Got to Have a Mother for Me) – 2:55
4. Guilty – 3:41
5. Perry Mason Theme – 2:04
6. Riot in Cell Block No. 9 – 3:32
7. Green Onions – 5:45
8. I Ain't Got You – 2:44
9. From the Bottom – 3:25
10. Going Back to Miami – 4:01

## Formazione
- "Joliet" Jake Blues – voce
- Elwood Blues – voce, armonica a bocca
- Matt "Guitar" Murphy – chitarra
- Steve "The Colonel" Cropper – chitarra
- Donald "Duck" Dunn – basso
- Paul "The Shiv" Shaffer – tastiere, cori
- Steve "Getdwa" Jordan – batteria, cori
- Jeff Mironov – chitarra
- Lou "Blue Lou" Marini – sassofono
- Tom "Triple Scale" Scott – sassofono
- Tom "Bones" Malone – sassofono, trombone, tromba, cori
- Alan "Mr. Fabulous" Rubin – tromba, cori